# Prahali, Gabrovo
Prahali (în bulgară Прахали) este un sat în comuna Gabrovo, regiunea Gabrovo,  Bulgaria. 

## Demografie
Componența etnică a satului Prahali
     Bulgari (94,87%)
     Nicio identificare (5,12%)
     Altele (0%)
La recensământul din 2011, populația satului Prahali era de 39 locuitori. Din punct de vedere etnic, majoritatea locuitorilor (94,87%) erau bulgari. Pentru 5,12% din locuitori nu este cunoscută apartenența etnică.